# Provincia de Shahumián
La provincia de Shahumián (en armenio: Շահումյան) fue una provincia de la autoproclamada República de Artsaj, parte de jure de la República de Azerbaiyán. La capital de la provincia era Kalbajar. Shahumián tenía 17 comunidades de las cuales una se considera urbana y 16 son rurales. Limitaba con la provincia de Martakert al este, la provincia de Kashatag al sur, las provincias de Geghark'unik' y PVayots' Dzor de Armenia al oeste y los raiones de Dashkasan, Goygol y Goranboy de Azerbaiyán al norte.
La parte occidental de la provincia estaba controlada por Artsaj, mientras que la parte norte, originalmente el distrito de Shahumián de la República Socialista Soviética de Azerbaiyán, ahora parte del raión de Goranboy, permaneció bajo el control de Azerbaiyán, que fue reclamado por Artsaj. El distrito de Shahumián estaba ubicado fuera del antiguo Óblast Autónomo del Alto Karabaj; sin embargo, antes de la primera guerra del Alto Karabaj, su población era mayoritariamente armenia, que fue expulsada durante la Operación Anillo en 1991. Si bien la región de Shahumián no formaba parte del Óblast Autónomo del Alto Karabaj, representantes de Shahumián declararon su independencia junto con el óblast y la proclamación de Artsaj incluyó la región de Shahumián dentro de sus fronteras.

## Historia

### Antigüedad hasta su anexión a la República de Artsaj
En la antigüedad, el territorio era parte del Reino de Artsaj; en la Edad Media formaba parte del principado de Jachen; en los siglos XVII y XVIII, el territorio formó parte del melikdom perteneciente a la dinastía Melik-Abovian de Gulistan, con su capital en la fortaleza de ese nombre.
Durante la época soviética, el área fue rebautizada en honor al bolchevique armenio Stepán Shaumián, y su centro administrativo tomó el mismo nombre. En la década de 1990, la población del distrito de Shahumián era mayoritariamente armenia por idioma y origen étnico, aunque el área no estaba incluida dentro de los límites del Óblast Autónomo del Alto Karabaj.
En la primavera/verano de 1991, el primer ministro soviético Mijaíl Gorbachov ordenó la Operación Anillo en la que el Ejército soviético y OMON azerbaiyano rodearon algunas de las aldeas armenias de la zona (en particular Getashen y Martunashen) y deportaron a sus habitantes a Armenia.
Aproximadamente 17.000 armenios que vivían en las 23 aldeas de Shahumián fueron deportados fuera de la región. La operación involucró el uso de tropas terrestres, militares, vehículos blindados y artillería. Las deportaciones de civiles armenios se llevaron a cabo con graves violaciones de derechos humanos documentadas por organizaciones internacionales.
Azerbaiyán cambió el nombre de la ciudad de Shahumián a Aşağı Ağcakənd en 1992 y ha sido parcialmente repoblada por azeríes étnicos, la mayoría de los cuales son desplazados internos que fueron deportados del Alto Karabaj y los raiones circundantes.

### Segunda guerra del Alto Karabaj
Como parte de un acuerdo que puso fin a la guerra del Alto Karabaj de 2020, la ciudad de Kalbajar y su provincia circundante inicialmente iban a ser devueltos al control de Azerbaiyán antes del 15 de noviembre de 2020, pero este plazo se prorrogó posteriormente hasta el 25 de noviembre de 2020. En las primeras horas del 25 de noviembre, las fuerzas azerbaiyanas entraron en la región, fue la segunda región en ser devuelta a Azerbaiyán según el acuerdo de alto el fuego después de Agdam.

## Población
Los armenios constituían el 73,2% de la población del distrito de Shahumián en 1979, y la mayoría de las aldeas dentro de la provincia de Shahumián y la subprovincia de Getashen tenían una mayoría armenia antes de la primera guerra del Alto Karabaj y la Operación Anillo, con la excepción para algunas aldeas de mayoría azeríes (así como algunas localidades más pequeñas).